# Дети Ивана IV

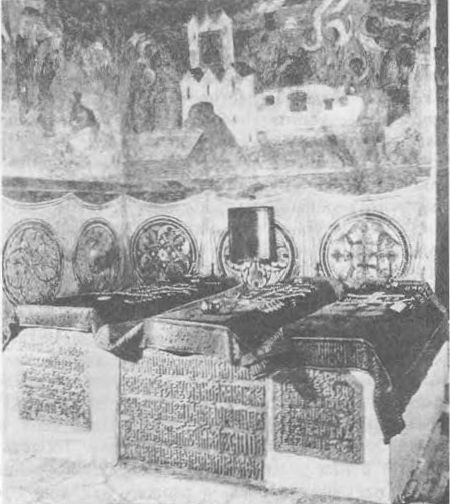
Архангельский собор. Торцы надгробий царя Ивана IV и его сыновей царевича Ивана Ивановича и царя Федора Иоанновича

Дети Ивана IV Грозного — первое поколение русских царевичей и царевен. Несмотря на то, что царь был женат множество раз и имел большое потомство, до взрослого возраста дожили только два его сына: будущий царь Фёдор Иванович и его старший брат Иван (умер в 1581 году).

## Первый брак
Больше всего детей родила царю Анастасия Романовна.

### Анна
Царевна Анна Ивановна — первенец супругов – прожила меньше года (10 августа 1549 — 20 июля 1550). В честь её рождения был заложен храм Иоакима и Анны. Погребена в Новодевичьем монастыре.

### Мария
Царевна Мария Ивановна (Мария Иоанновна) (17 марта 1551 — 8 декабря 1552), вторая дочь Ивана Грозного и Анастасии Романовны, умерла во младенчестве.
Она погребена в Вознесенском монастыре в Московском Кремле. После разрушения монастыря большевиками, её останки были перенесены в подземную палату южной пристройки Архангельского собора, где находятся и сейчас.
В 2007 году сотрудники Музеев Московского Кремля (группа по изучению захоронений некрополя Вознесенского собора) исследовали и захоронение царевны. Несмотря на плохую сохранность крышки гробика, впервые удалось прочесть эпитафию этого захоронения:

«Лета 7060 ноября в 18 день на память святых мученик Платона и Романа преставися благоверная царевна Мария» «Лета 7060 декабря 8 ден на память преподобнаго отца Потапия вечер против 9 — го зачятия святыя Анны егда зачат святую Богородицу… час нощи преставися царевна великая княжна Мария дщи царя великого князя Ивана Ивановича всея Руси».

### Дмитрий
Царевич Дмитрий Иванович (Старший) (октябрь 1552— 4 (6) июня 1553), первый сын и  долгожданный наследник, случайно погиб младенцем.
Погребен в Архангельском соборе «в ногах» своего деда, Василия III.

### Иван
|                |                |
| Рождение Ивана | Крещение Ивана |

Царевич Иван Иванович (28 марта 1554 — 19 ноября 1581) — первый из детей царя, достигший взрослого возраста.
Был трижды женат, но умер бездетным. Похоронен в Архангельском соборе вместе со своим отцом и братом Фёдором в правой части алтаря собора, за иконостасом.

#### Мерные иконы
Предполагают, что с рождением Ивана связано возникновение традиции писать в честь рождения царского ребёнка мерные иконы. Поскольку среди древнейших икон, написанных к крещению трех сыновей Ивана Грозного отсутствует икона его первенца, Дмитрия, ученые предположили, что традиция написания родимых икон берет своё начало именно с момента рождения Ивана. Сохранились 3 мерные иконы:
- «Святой Иоанн Лествичник»  (1554) — Иван Иванович (царевич)
- «Святой Феодор Стратилат»  (1557) — царь Фёдор Иоаннович
- «Святой Димитрий Солунский»  (1582) — царевич Дмитрий Углицкий

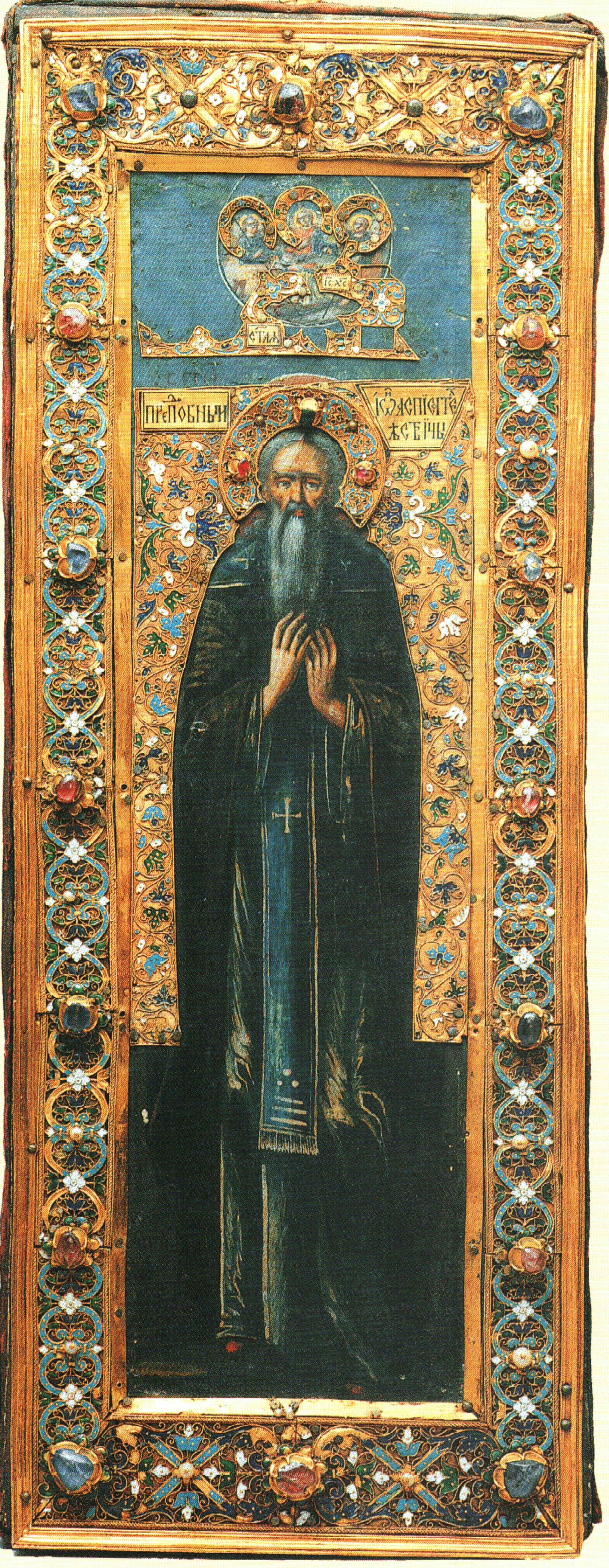
«Иоанн Лествичник»
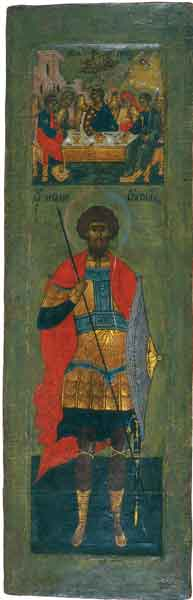
«Феодор Стратилат»
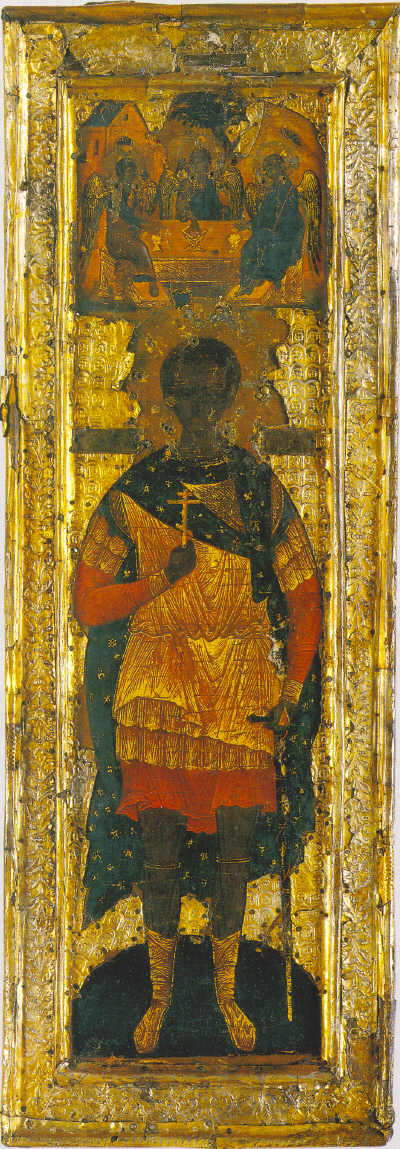
«Димитрий Солунский»

### Евдокия
Царевна Евдокия Ивановна (Евдокия Иоанновна) (26 февраля 1556 — июнь 1558), третья дочь и пятый ребёнок Ивана Грозного и Анастасии Романовны, умерла во младенчестве.
Лицевой летописный свод о её рождении сообщает: «В том же месяце в 26 день, в среду на второй неделе Поста, родилась царю и великому князю Ивану Васильевичу всея Руси дочь царевна и великая княжна Евдокия от его царицы и великой княгини Анастасии».
Крестил её, по одним сообщениям, Афанасий. Однако в Лицевом летописном своде записано: «И в тот же Пост, в четвертое воскресенье, крестил её в Чудовом монастыре архистратига Михаила, а принял её от купели Макарий, митрополит всея Руси, а священнодействовал Андрей, протопоп Благовещенский».
Была погребена в Вознесенском монастыре в Московском Кремле, Её останки находятся в подземной палате южной пристройки Архангельского собора, куда, вместе с прочими, были перенесены после разрушения монастыря большевиками..
Летопись сообщала:

«…Не стало Царевны Евдокии дщери Царя и Великого Князя Ивана Васильевича всея Руси, того же дни похранена бысть у Вознесения в манастыре у Родителей Царских, а не стало её дву годов».

Евдокия оставила по себе крайне малый след. Не сохранившийся Чудов монастырь в московском Кремле имел к ней некоторое отношение: «с северной стороны монастыря над задними воротами ещё при Иване Грозном была построена надвратная церковь Иоанна Лествичника с приделом Евдокии мученицы в честь рождения дочери царя Евдокии. Этот храм неоднократно менял своё посвящение и в семидесятые годы XVIII века был перестроен в колокольню».
|                  |                |
| Крещение Евдокии | Смерть Евдокии |

Кроме того, «вероятно, перед иконостасом Преображенского собора Соловецкого монастыря слева от царских врат в особом киоте находилась не сохранившаяся икона Владимирской Богоматери. Вот её описание 1582 г.: „Пречистые образ Умиление в киоте створчатой под окладом, а на затворных створках на одной Иван Предтеча, а над главою мученица Евдокия, а на другой Иван Лествичник, а над главою мученица Анастасия, обложен серебром золочен“. Нетрудно убедиться, что все перечисленные святые  являются патрональными святыми царской семьи: Иоанн Предтеча — Ивана IV, мученица Анастасия — царицы Анастасии, Иоанн Лествичник — царевича Ивана, мученица Евдокия — царевны Евдокии. Вероятно, образ является царским вкладом. Несложно установить, когда это могло произойти, — между рождением царевны Евдокии в 1556 г. и рождением царевича Федора Ивановича в 1557 г.»
Надгробие её, по сообщению Пановой, – среди безымянных.

### Фёдор
|                 |                 |
| Рождение Федора | Крещение Федора |

Фёдор Иванович (11 мая 1557 — 7 января 1598) — второй из детей царя, достигший взрослого возраста, позже царь. Имел единственную дочь — Феодосию Фёдоровну.
Похоронен вместе с отцом и братом Иваном в алтаре Архангельского собора.

## Второй брак
Вторая жена царя, Мария Темрюковна, была его супругой  6 лет. Известно лишь об одном ребёнке от этого брака.

### Василий
Царевич Василий Иванович (Василий Иоаннович) (март — 3 мая 1563) — единственный ребёнок Ивана Грозного и Марии Темрюковны и 4-й сын царя. Умер в двухмесячном (пятинедельном) возрасте.

21 Марта, когда Государь ехал Крылацким полем, явился Боярин Траханиотов с вестию, что Царица родила ему сына Василия. У церкви Бориса и Глеба, на Арбате, стояло Духовенство с хоругвями и крестами: Иоанн благодарил Митрополита и Святителей за их усердные молитвы; Святители благодарили Царя за мужество и победу. Он шел в торжестве, от Арбата до соборов, среди Вельмож и народа, среди приветствий и восклицаний, точно так, как по взятии Казани… Не доставало народу единственно любви к Государю, а Государю счастия: ибо его нет для тиранов! — новорождённый Царевич жил только пять недель.— Карамзин Н. М. Глава I. Продолжение царствования Иоанна Грозного. Годы 1560—1564 // История государства Российского. — СПб.: Тип. Н. Греча, 1816—1829. — Т. 9.
Царевич получил имя, очевидно, в честь своего полного тёзки - деда Василия III Ивановича, отца Ивана Грозного. 22 марта отмечается день памяти священномученика Василия Анкирского, в честь которого мальчик мог быть крещён, учитывая, что по святцам отчитывали только вперёд.
Погребён, как предполагают, в Архангельском соборе. Его надгробие не сохранилось. Исследователи Кремля пишут: «Разумеется, в истории московского великокняжеского некрополя не всё ясно. Ряд древних погребений утрачен, вероятно, до постройки здания в начале XVI в. Среди забытых захоронений одно, относящееся ко второй половине XVI в.: царевича Василия, сына Ивана Грозного и Марии Темрюковны».
Месяц спустя после его смерти, в июне, по доносу Саблука Иванова, дьяка князя Владимира, начался сыск по делу княгини Ефросиньи Старицкой и её сына, Владимира по обвинению их  в злом умысле против царской семьи.

## Другие женщины

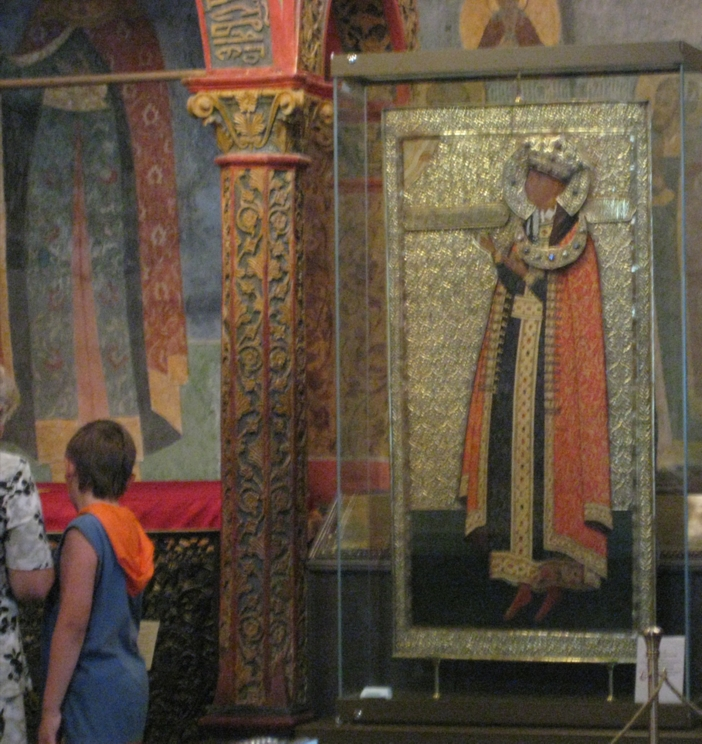
Рака царевича Дмитрия в Архангельском соборе и его икона

Третий и четвёртый браки царя были бездетными из-за быстрой смерти его жён. Следующие «жёны» царя с точки зрения православной церкви его супругами не являлись, а были сожительницами (см. Жёны Ивана Грозного). О существовании детей от них ничего не неизвестно, за исключением ребёнка Марии Нагой, родившей последней.

### Дмитрий
Последний ребёнок царя, царевич Дмитрий Иванович (19 октября 1582 — 15 мая 1591)  умер в возрасте 8 лет, но не при жизни своего отца, а уже в правление брата Фёдора.
Был погребен в Угличе, во дворцовом храме в честь Преображения Господня, что подтверждает отношение к нему как к «незаконнорожденному», а не члену династии. После превращения Дмитрия в святого Василием Шуйским в 1606 году, его останки («нетленные святые мощи») были перенесены в Архангельский собор Московского Кремля.